# ゾイラ・フラウスト
ゾイラ・フラウスト（Zoila Frausto、1983年12月10日 - ）は、アメリカ合衆国カリフォルニア州フレズノ出身の女性総合格闘家。チーム・ジョルジ・グージェウ所属。テコンドー黒帯。元Bellator世界女子ストロー級王者。
総合格闘家のジョルジ・グージェウは夫。

## 来歴
2009年2月13日、総合格闘技デビュー戦で判定勝ち。
2010年2月4日、ジェシカ・ラーコーツィと対戦し、腕ひしぎ十字固めで一本勝ち。
2010年3月26日、Strikeforce Challengers 7でミーシャ・テイトと対戦し、腕ひしぎ十字固めで一本負け。

### Bellator
2010年6月24日、Bellator 23でBellatorデビュー。ロジー・セクストンと対戦し、膝蹴りでKO勝ち。
2010年8月19日、Bellator 25でジェシカ・ペネとBellator女子115ポンド級（-52kg）トーナメント1回戦で対戦し、判定勝ち。
2010年9月30日、Bellator 31でジェシカ・アギラーとBellator女子115ポンド級（-52kg）トーナメント準決勝で対戦し、2-1の判定勝ち。
2010年10月28日、Bellator 34で藤井惠とBellator女子115ポンド級（-52kg）トーナメント決勝で対戦し、2-1の判定勝ちを収め優勝を果たし、女子としては初めてとなる同団体の世界王座に認定された。
2011年3月5日、フライ級転向初戦を、Bellator 35でカリーナ・ハリナンと対戦し、判定勝ち。
足の手術と前十字靱帯の損傷で約1年半の長期欠場を強いられた。
2012年10月26日、Bellator 78でキャシー・ノーランドと対戦し、判定勝ち。
2012年12月7日、Bellator 83でジェシカ・アイと対戦し、スタンディングの肩固めで一本負け。

### Invicta FC
2013年4月5日、Invicta FCデビュー戦。Invicta FC 5でジェニファー・マイアと対戦し、判定負け。
2013年12月7日、Invicta FC 7でヴァネッサ・ポルトと対戦し、判定負け。
2014年2月15日、ムエタイデビュー戦をTKOで勝利。

## 戦績
| 総合格闘技 戦績 | 総合格闘技 戦績 | 総合格闘技 戦績 | 総合格闘技 戦績 | 総合格闘技 戦績 | 総合格闘技 戦績 | 総合格闘技 戦績 |
| --------------- | --------------- | --------------- | --------------- | --------------- | --------------- | --------------- |
| 17 試合         | (T)KO           | 一本            | 判定            | その他          | 引き分け        | 無効試合        |
| 12 勝           | 1               | 2               | 9               | 0               | 0               | 0               |
| 5 敗            | 0               | 2               | 3               | 0               | 0               | 0               |

| 勝敗 | 対戦相手                             | 試合結果                         | 大会名                                                         | 開催年月日     |
| ○    | コリーナ・エレラ                     | 5分3R終了 判定3-0                | TPF 26: Brawl in the Hall                                      | 2016年2月18日  |
| ×    | ジョスリン・ジョーンズ＝ライバーガー | 5分5R終了 判定0-3                | RFA 31: Smith vs. Marunde 【RFA女子ストロー級王座決定戦】      | 2015年10月9日  |
| ×    | ヴァネッサ・ポルト                   | 5分3R終了 判定0-3                | Invicta FC 7: Honchak vs. Smith                                | 2013年12月7日  |
| ×    | ジェニファー・マイア                 | 5分3R終了 判定0-3                | Invicta FC 5: Penne vs. Waterson                               | 2013年4月5日   |
| ×    | ジェシカ・アイ                       | 1R 0:58 スタンディング肩固め     | Bellator 83                                                    | 2012年12月7日  |
| ○    | キャシー・ノーランド                 | 5分3R終了 判定3-0                | Bellator 78                                                    | 2012年10月26日 |
| ○    | カリーナ・ハリナン                   | 5分3R終了 判定3-0                | Bellator 35                                                    | 2011年3月5日   |
| ○    | 藤井惠                               | 5分5R終了 判定2-1                | Bellator 34 【女子115ポンド級トーナメント 決勝】               | 2010年10月28日 |
| ○    | ジェシカ・アギラー                   | 5分3R終了 判定2-1                | Bellator 31 【女子115ポンド級トーナメント 準決勝】             | 2010年9月30日  |
| ○    | ジェシカ・ペネ                       | 5分3R終了 判定3-0                | Bellator 25 【女子115ポンド級トーナメント 1回戦】              | 2010年8月19日  |
| ○    | ロジー・セクストン                   | 1R 2:00 KO（膝蹴り）             | Bellator 23                                                    | 2010年6月24日  |
| ○    | ミシェル・オールド                   | 2R 2:42 ギブアップ（足首の負傷） | The Warriors Cage 8: Meltdown                                  | 2010年5月16日  |
| ×    | ミーシャ・テイト                     | 2R 4:09 腕ひしぎ十字固め         | Strikeforce Challengers: Johnson vs. Mahe                      | 2010年3月26日  |
| ○    | ジェシカ・ラーコーツィ               | 2R 1:17 腕ひしぎ十字固め         | Tachi Palace Fights 3: Champions Collide                       | 2010年2月4日   |
| ○    | エリシャ・ヘルスパー                 | 5分3R終了 判定3-0                | Strikeforce Challengers: Gurgel vs. Evangelista                | 2009年11月6日  |
| ○    | リーン・ジェンキンズ                 | 5分3R終了 判定3-0                | PureCombat 9: Home Turf                                        | 2009年7月25日  |
| ○    | サラ・ボイド                         | 5分3R終了 判定3-0                | Disturbing The Peace                                           | 2009年6月27日  |
| ○    | カリーナ・ハリナン                   | 3分3R終了 判定2-1                | Wargods/Ken Shamrock Productions: The Valentine's Eve Massacre | 2009年2月13日  |

## 獲得タイトル
- Bellatorシーズン3 女子115ポンド級トーナメント 優勝（2010年）
- 初代Bellator世界女子115ポンド級王座（2010年）